# Sexuální dráždění

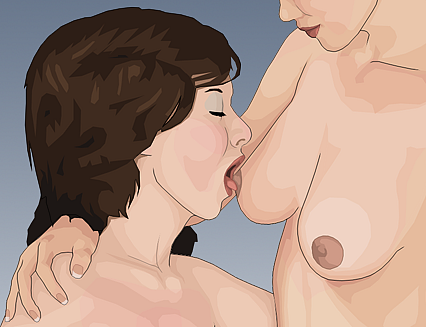
Stimulace bradavek ústy

Sexuální dráždění, jinak též stimulace je proces, zacílený na vyvolání sexuálního vzrušení. V párových aktivitách má nejčastěji podobu neckingu či pettingu, mimo párové aktivity jde převážně o masturbaci (pojem je spojován s ženskou autoerotikou) či onanii (v případě mužů). Sexuální dráždění je základem milostné předehry, předcházející a usnadňující následný pohlavní styk.